# 阿賀野市営西部工業団地
阿賀野市営西部工業団地（あがのしえいせいぶこうぎょうだんち）は新潟県阿賀野市にある工業団地である。阿賀野市が、産業構造の高度化や人口の定住化など、地域社会の活性化を図ることを目的に、設置したものである。
2009年12月に完売した。

## 進出企業
- 共栄エンジニアリング（株）
- （株）佐藤食肉